# Султанија Неслихан
Неслихан султанија је била ћерка Шах Султаније и великог везира Лутфи-паше и сестра Есмахан султаније. Рођена је највероватније 1530. у Истанбулу.